# Requiem (Brahms)
Ein Deutsches Requiem, nach Worten der Heiligen Schrift, Op.45 (tiếng Việt: Requiem Đức, lời của Kinh thánh, Op.45) là bản requiem nổi tiếng của nhà soạn nhạc người Đức Johannes Brahms. Ông sáng tác tác phẩm này vào năm 1868. Tác phẩm đã mang đến thành công lớn đầu tiên trong khoảng thời gian 10 năm sau thất bại của bản concerto đầu tiên dành cho piano.

## Âm thanh
| Bản requiem của Brahms, phần 1: Selig sind, die da Leid tragen |  |
|                                                                |  |
|                                                                |  |

| Bản requiem của Brahms, phần 2: Denn alles Fleisch, es ist wie Gras |  |
|                                                                     |  |
|                                                                     |  |

| Bản requiem của Brahms, phần 3: Herr, lehre doch mich |
|                                                       |
| Bản requiem của Brahms, phần 3: Herr, lehre doch mich |

| Bản requiem của Brahms, phần 4: Wie lieblich sind deine Wohnungen |  |
|                                                                   |  |
|                                                                   |  |

| Bản requiem của Brahms, phần 5: Ihr habt nun Traurigkeit |  |
|                                                          |  |
|                                                          |  |

| Bản requiem của Brahms, phần 6: Denn wir haben hie keine bleibende Statt |  |
|                                                                          |  |
|                                                                          |  |

| Bản requiem của Brahms, phần 7: Selig sind die Toten |  |
|                                                      |  |
|                                                      |  |